# Taipinghu Shuiku
Taipinghu Shuiku (kinesiska: 太平湖水库) är en reservoar i Kina. Den ligger i provinsen Heilongjiang, i den nordöstra delen av landet, omkring 340 kilometer nordväst om provinshuvudstaden Harbin. Taipinghu Shuiku ligger 191 meter över havet. Arean är 10,0 kvadratkilometer. Trakten runt Taipinghu Shuiku består till största delen av jordbruksmark. Den sträcker sig 4,1 kilometer i nord-sydlig riktning, och 5,4 kilometer i öst-västlig riktning.
Genomsnittlig årsnederbörd är 718 millimeter. Den regnigaste månaden är juli, med i genomsnitt 223 mm nederbörd, och den torraste är februari, med 8 mm nederbörd.